# Tinodes amtkela
Tinodes amtkela là một loài Trichoptera trong họ Psychomyiidae. Chúng phân bố ở miền Cổ bắc.